# Steinfeld (Oldenburg)
Steinfeld (Oldenburg) ist eine Gemeinde im Landkreis Vechta in Niedersachsen. Die Region Vechta gilt als Pferderegion, Steinfeld ist durch seinen Ortsteil Mühlen für reitsportliche Aktivitäten auch über die Regionalgrenzen hinaus bekannt.

## Geographie

### Geographische Lage
Steinfeld liegt im Oldenburger Münsterland zwischen Osnabrück und Bremen. Über die Ausläufer der Dammer Berge, die Steinfeld von Süden nach Norden durchziehen, verläuft als topographische Besonderheit die Weser-Ems-Wasserscheide zwischen der Hase und damit der Ems sowie der Hunte und damit der Weser. Im Südosten geht der Höhenzug der Dammer Berge in die Dümmerniederung über. Im Nordosten Steinfelds liegt das Steinfelder Moor, ein großes zusammenhängendes Naturschutzgebiet, das im Norden bis nach Kroge-Ehrendorf reicht.

### Nachbargemeinden
Zu den direkten Nachbargemeinden und -städten zählen im Uhrzeigersinn von Norden Lohne, Diepholz, Damme und Holdorf.

### Gemeindegliederung

Steinfeld mit Ortsteilen

Steinfeld hat mehrere Ortsteile:
- Baring
- Brokamp-Wieferich
- Düpe
- Harpendorf
- Holthausen
- Lehmden
- Mühlen
- Ondrup
- Schemde
- Steinfeld-Süd
- Steinfeld-Mitte
- Haskamp

## Klima
In Steinfeld herrscht ein durch feuchte Nordwestwinde von der Nordsee beeinflusstes gemäßigtes Seeklima mit milden Wintern, warmen Sommern und ganzjährig gleichmäßig verteilten, mäßigen Niederschlägen. Die Sommer sind häufig trocken und sonnig, während im Winter gelegentlich Schnee fällt.
Im Jahre 2023 betrug die durchschnittliche Temperatur 11,2 °C. Sie ist tendenziell steigend. Sie betrug in den letzten zehn Jahren durchschnittlich 10,6 °C und in den letzten 100 Jahren waren es durchschnittlich 9,2 °C.
Zwischen Mai und August kann mit durchschnittlich 20–25 Sommertagen (klimatologische Bezeichnung für Tage, an denen die Maximaltemperatur 25 °C übersteigt) gerechnet werden.
Es gibt je nach Messmethode und Definition durchschnittlich etwa 1627–2275 Sonnenstunden pro Jahr.

Es fällt jährlich ca. 700 mm Niederschlag. 

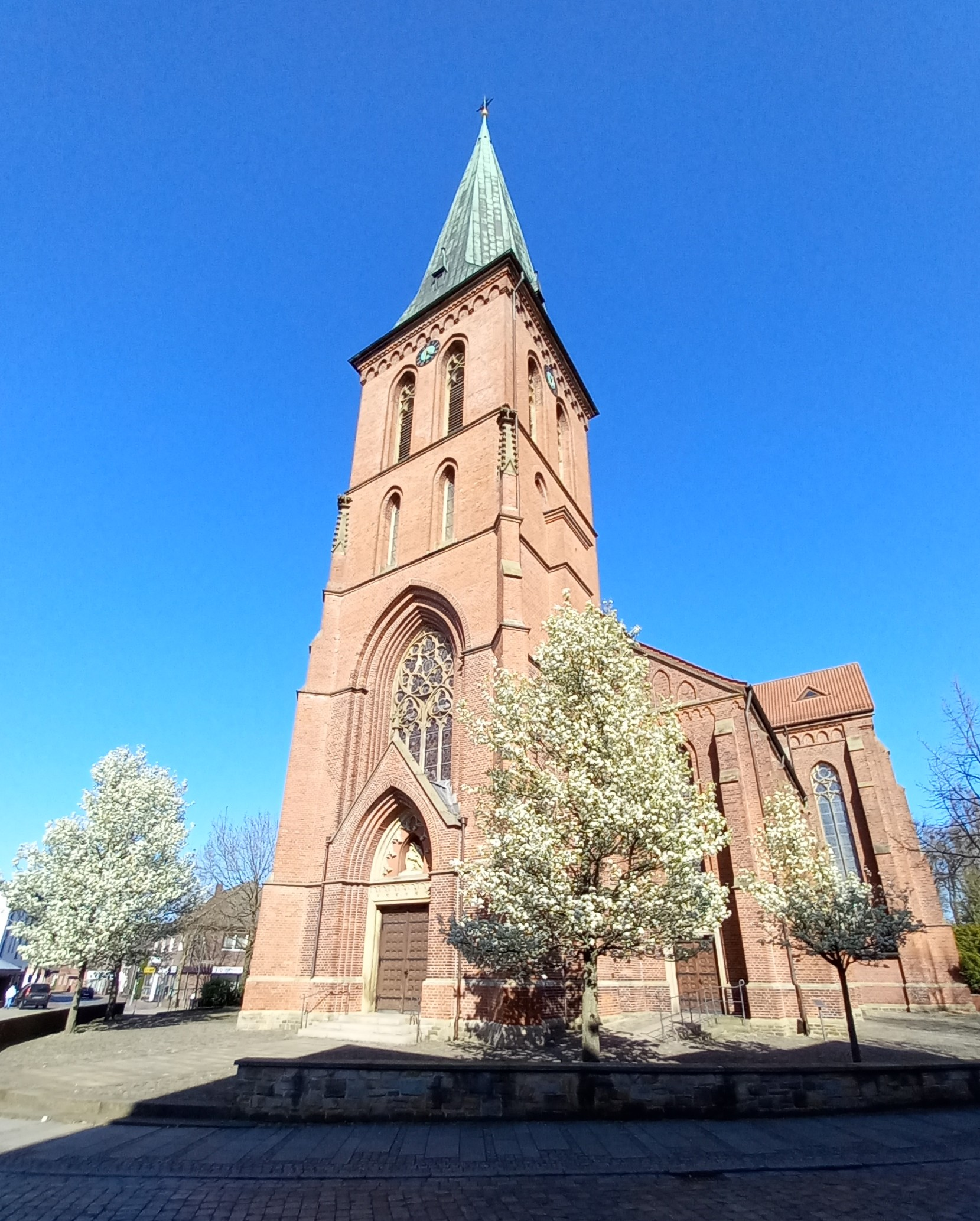
Katholische Pfarrkirche St. Johannes

## Religion
Die Bevölkerung der Gemeinde ist überwiegend römisch-katholischen Glaubensbekenntnisses. Im Dorf Steinfeld finden sich die katholische Pfarrkirche St. Johannes Baptist und die evangelisch-lutherische Auferstehungskirche. In der Ortschaft Mühlen erhebt sich die neuromanische katholische Kirche St. Bonaventura.
Eine alte Tradition in Steinfeld ist es, am Palmsonntag mit möglichst langen Palmstöcken in die Pfarrkirche einzuziehen. Der längste war – zu Palmsonntag 1935 – 13,75 Meter lang. Zwei Palmstöcke aus Steinfeld finden sich in der Sammlung des Museums am Rothenbaum – Kulturen und Künste der Welt in Hamburg.

## Politik

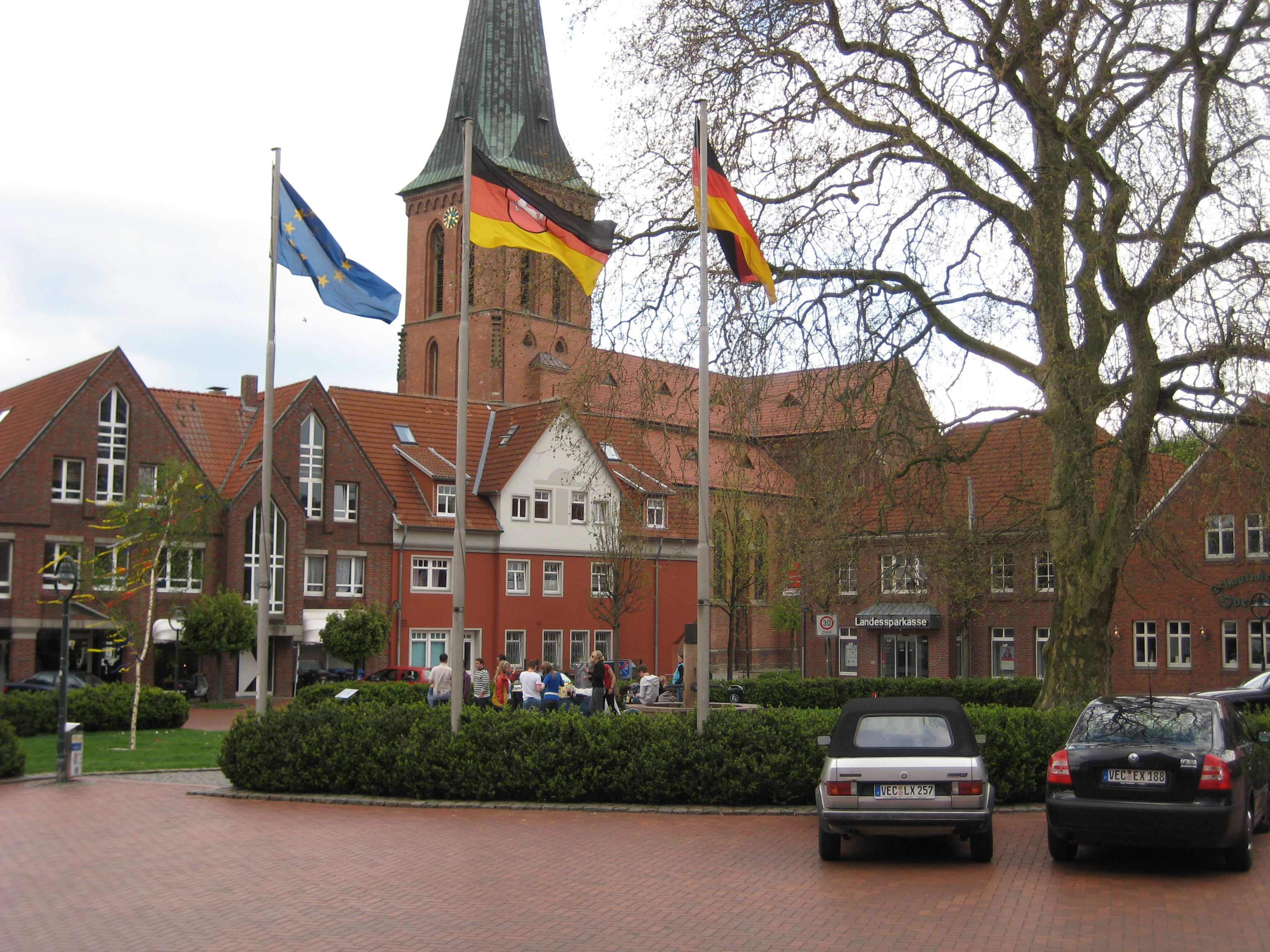
Steinfeld Ortsmitte

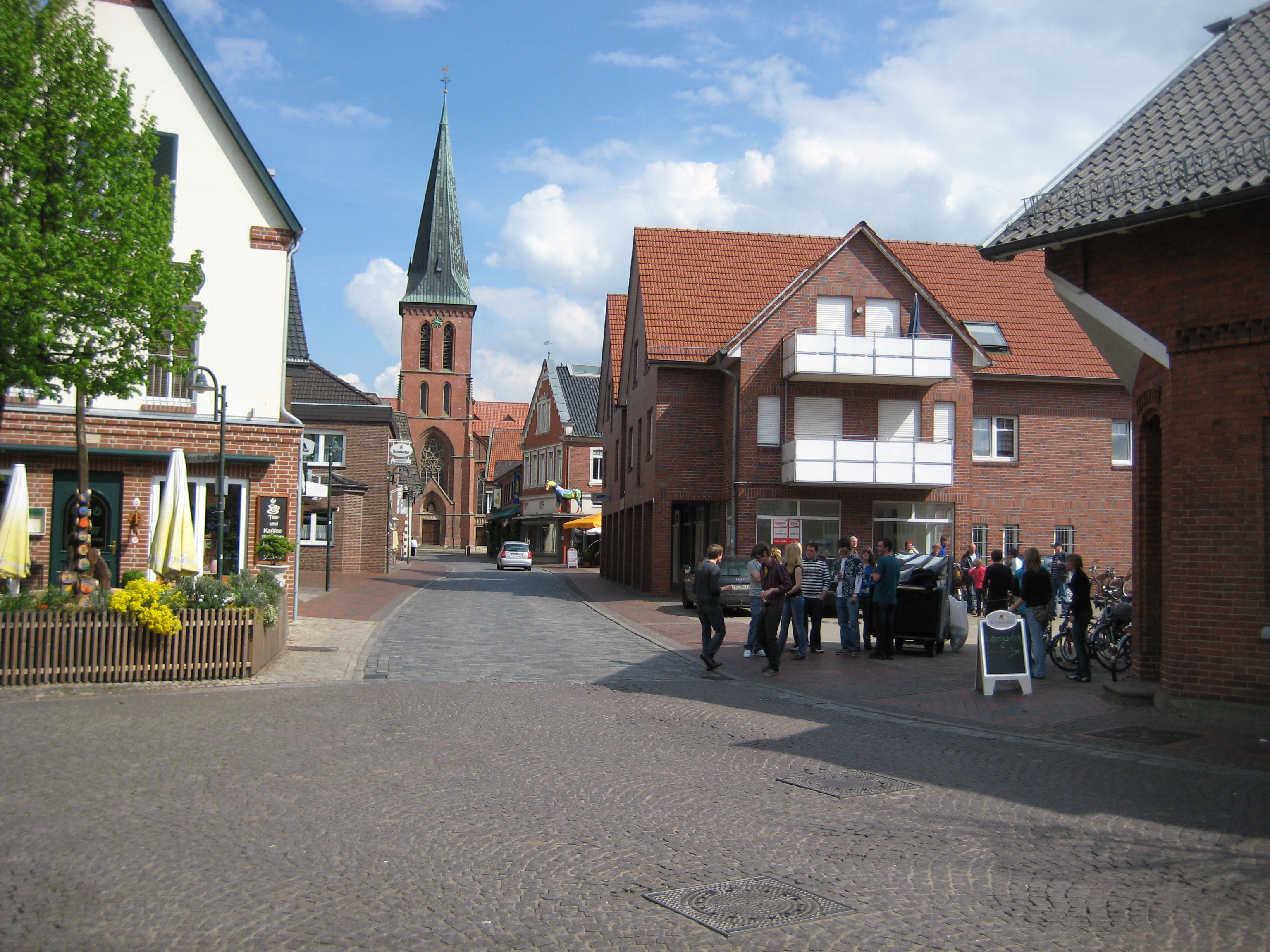
Steinfeld (Blick auf die Kirche)

### Gemeinderat
Der Rat der Gemeinde Steinfeld besteht aus 22 Ratsfrauen und Ratsherren. Dies ist die festgelegte Anzahl für eine Gemeinde mit einer Einwohnerzahl zwischen 9001 und 10.000 Einwohnern. Die 22 Ratsmitglieder werden durch eine Kommunalwahl für jeweils fünf Jahre gewählt.
Stimmberechtigt im Gemeinderat ist außerdem der hauptamtliche Bürgermeister Sebastian Gehrold.
Die letzte Kommunalwahl am 12. September 2021 ergab das folgende Ergebnis:
| Partei | Anteilige Stimmen | Anzahl Sitze | Veränderung Stimmen | Veränderung Sitze |
| ------ | ----------------- | ------------ | ------------------- | ----------------- |
| CDU    | 68,55 %           | 15           | +0,52 %             | 0                 |
| UWG    | 23,37 %           | 5            | −0,68 %             | 0                 |
| SPD    | 8,08 %            | 2            | +0,16 %             | +1                |

Die Wahlbeteiligung bei der Kommunalwahl 2021 lag bei 55,52 % Zum Vergleich – bei der vorherigen Kommunalwahl 2016 lag die Wahlbeteiligung bei 55,84 %.

### Bürgermeister
Sebastian Gehrold (CDU) wurde am 9. Oktober 2022 mit 80,74 % der Stimmen zum hauptamtlichen Bürgermeister der Gemeinde Seinfeld gewählt. Er war der einzige Bewerber und löste Manuela Honkomp ab, die die erste hauptamtliche Bürgermeisterin im Landkreis Vechta war.

### Wappen
Das Wappen der Gemeinde Steinfeld zeigt:
- 1. Feld, oben links (heraldisch rechts): das alte Grafenwappen (2 rote Balken auf gelbem Grund).
- 2. Feld, oben rechts (heraldisch links): der heilige Johannes der Täufer, der Schutzpatron der Kirche zu Steinfeld, hinter seinem Haupte liegt das Schwert als Zeichen des Märtyrertodes.
- 3. Feld, unten links (heraldisch rechts): fünf stilisierte Steine zum Anklang an den Namen Steinfeld, im farbigen Wappenschild werden die weißen Steine auf grünem Grund stehen.
- 4. Feld, unten rechts (heraldisch links): Delmenhorster Kreuz (gelb auf blauem Grund).

Die Felder 2 und 3 enthalten die Besonderheiten der Gemeinde Steinfeld, die Felder 1 und 4 deuten auf die Zugehörigkeit zum früheren Großherzogtum Oldenburg hin.

### Städtepartnerschaften
Eine Städtepartnerschaft besteht seit 2004 mit der polnischen Stadt Jastrowie.

## Kultur und Sehenswürdigkeiten
Im Jahr 2004 wurde die Aktion „Pferdestraße Steinfeld“ initiiert: 75 bunt bemalte Pferdemodelle wiesen auf die Sehenswürdigkeiten der Gemeinde Steinfeld hin. 14 Pferde gehörten im Jahr 2006 zum Kulturprogramm der Fußballweltmeisterschaft in der Stadt Hannover. Zehn Modelle, die mit den Trikots der in Hannover spielenden Fußballnationalmannschaften bemalt waren, standen 2007 beim Dicken Stein in Steinfeld. Heute sind im gesamten Gemeindegebiet verstreut, teilweise aber auch in den Nachbargemeinden Steinfelds, einzelne Modelle der „Pferdestraße“ zu finden.

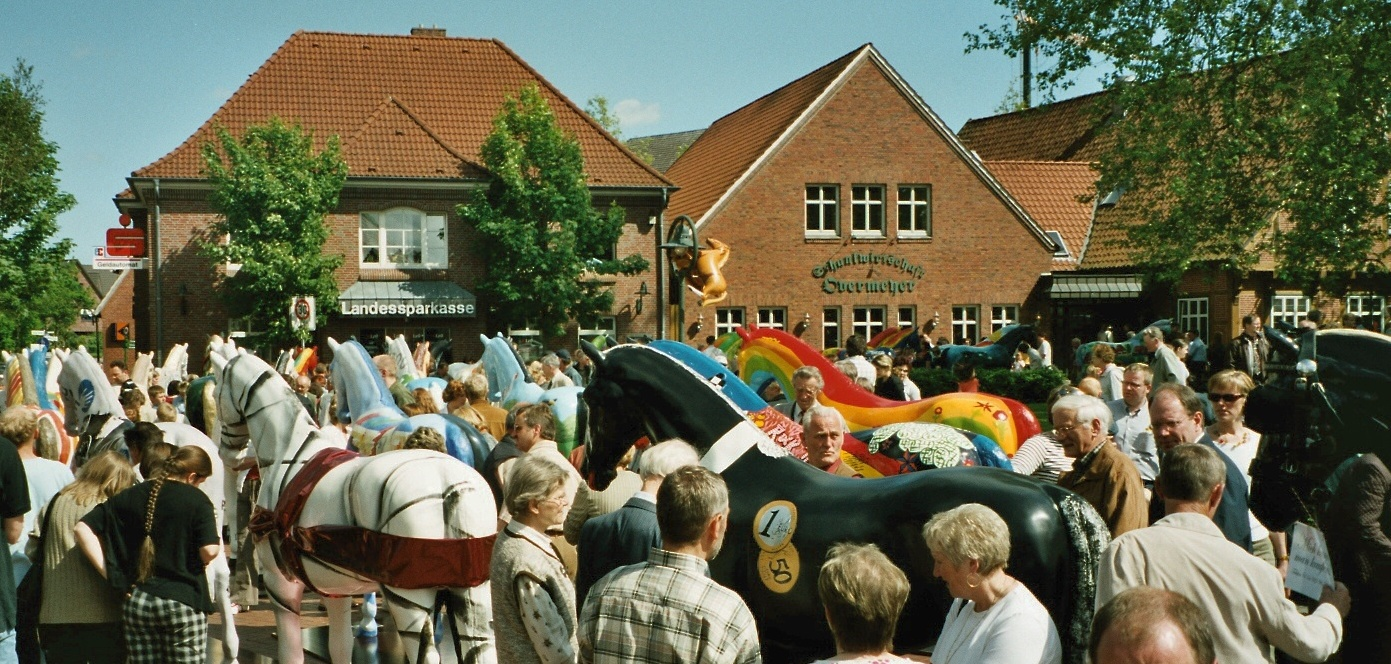
2004: Eröffnung der „Steinfelder Pferdestraße“
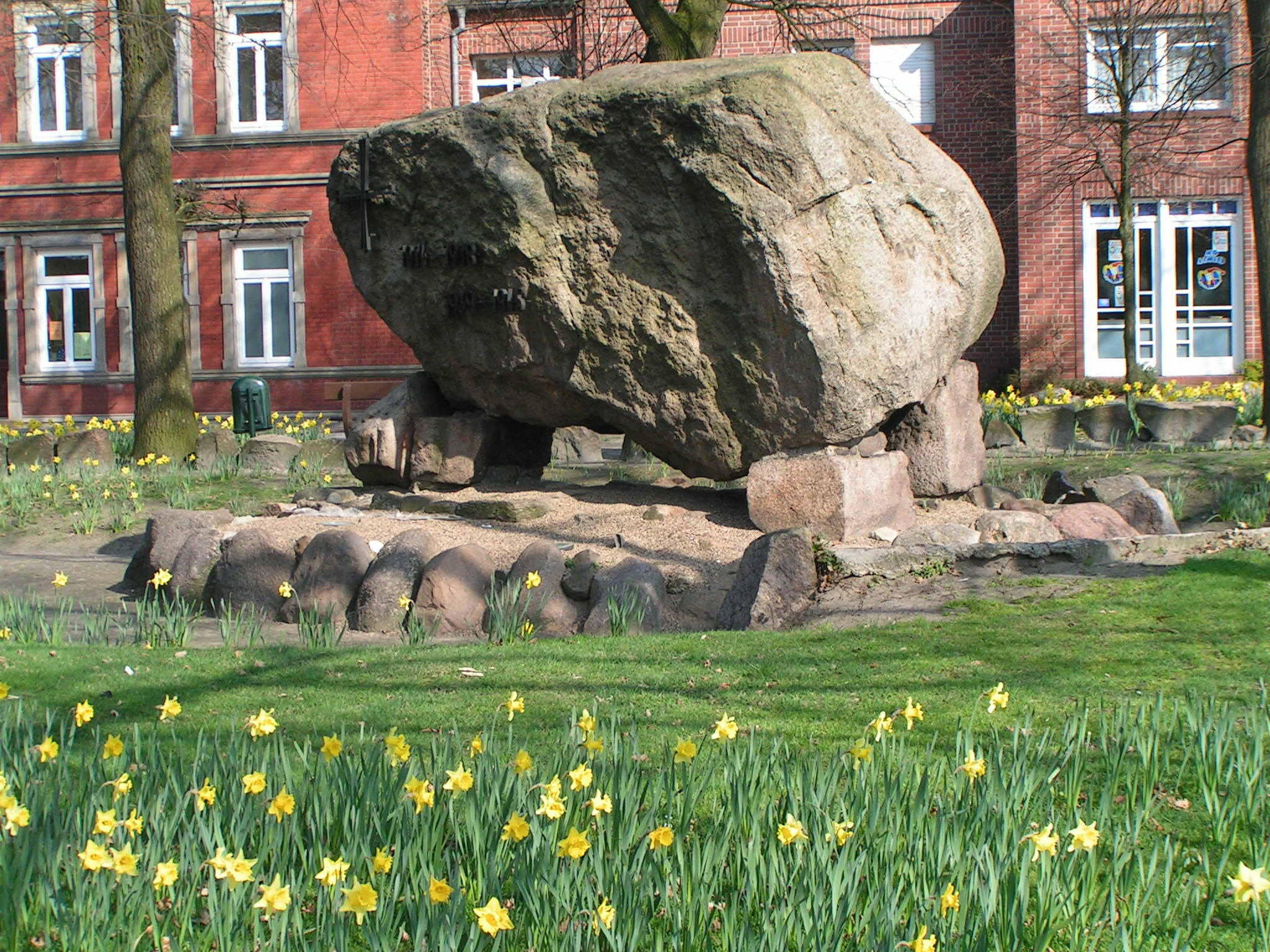
„Dicker Stein“
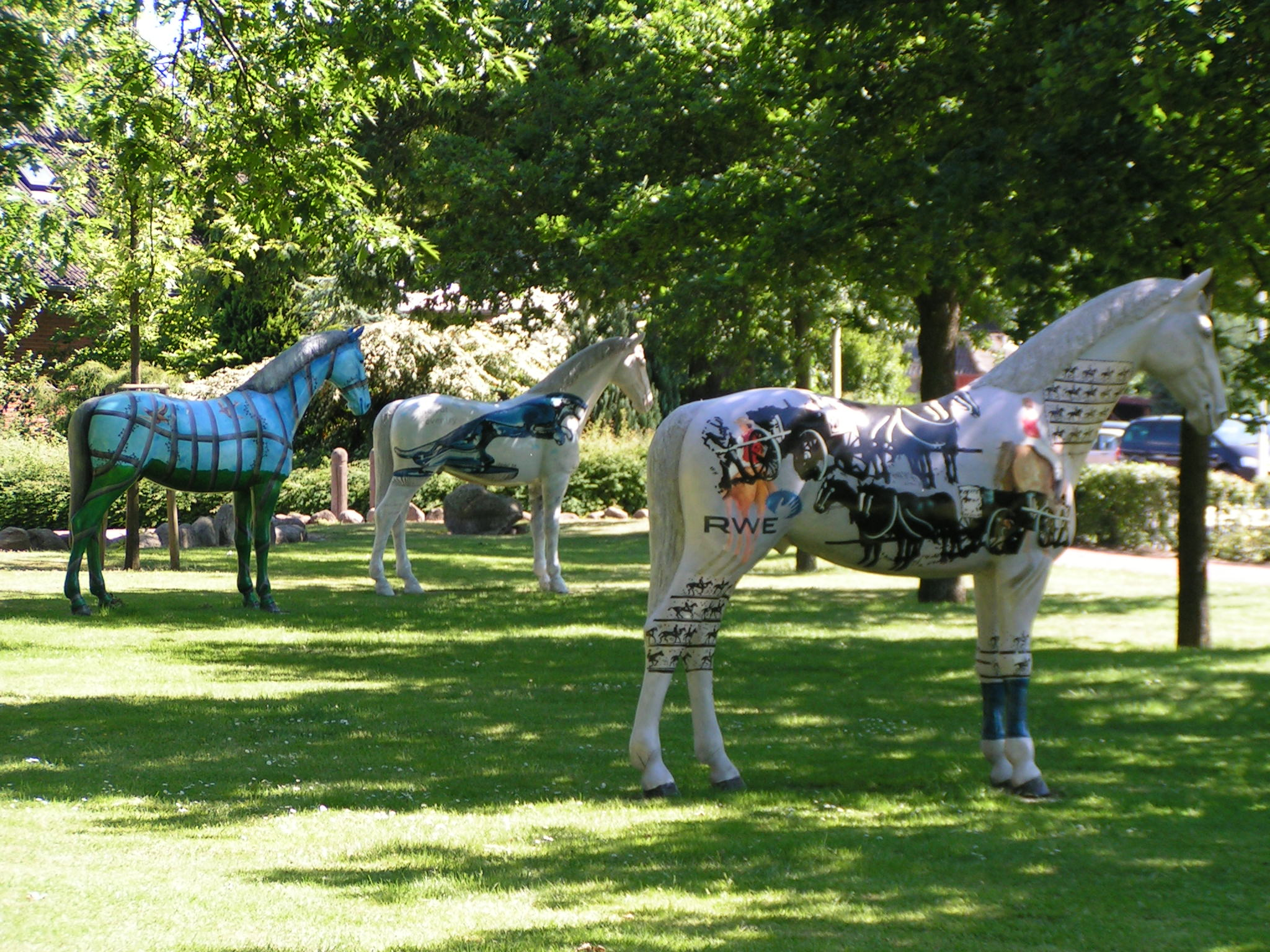
2005: Beim „Dicken Stein“ platzierte Original-Pferdemodelle
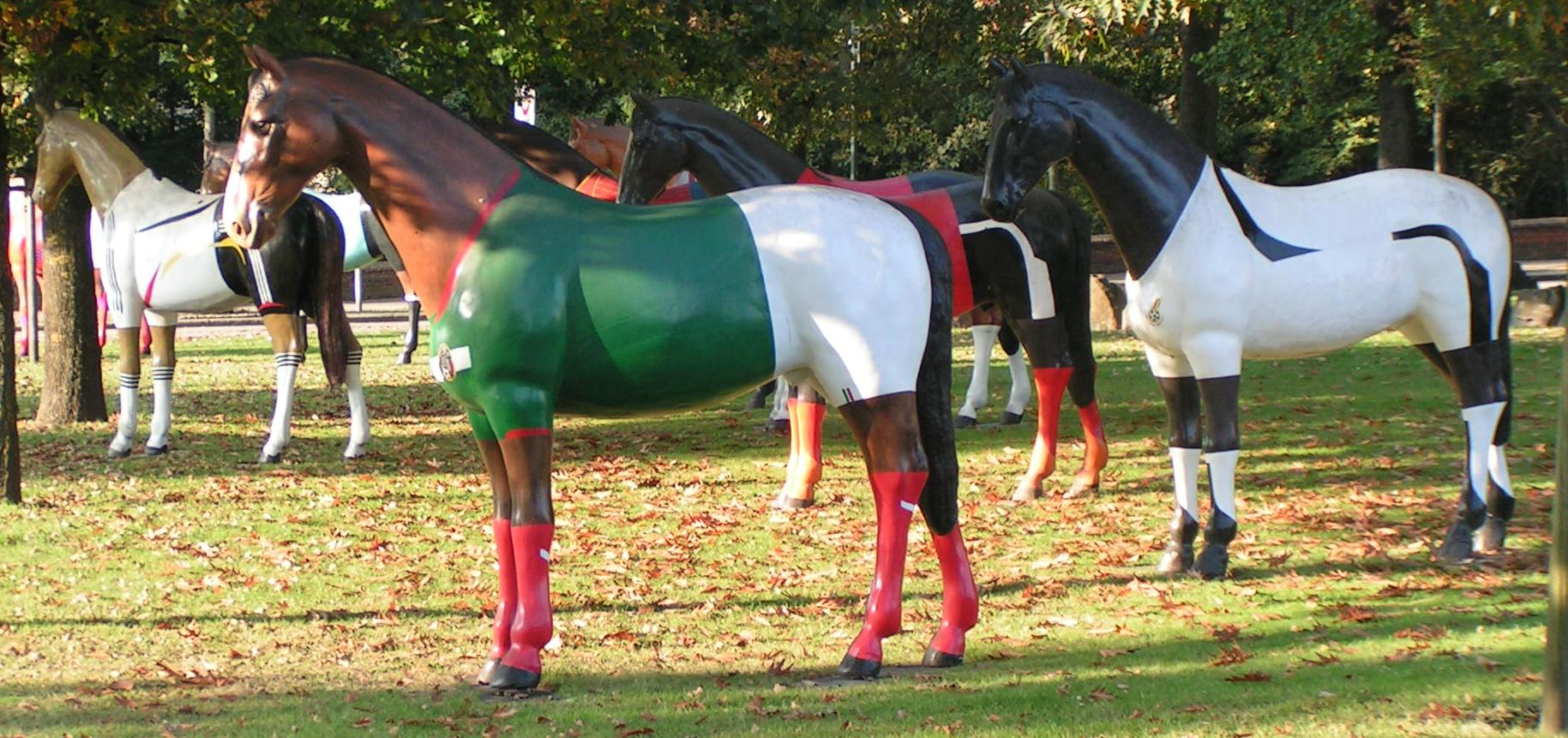
2007: Von der WM 2006 aus Hannover zurückgekehrte Pferdemodelle
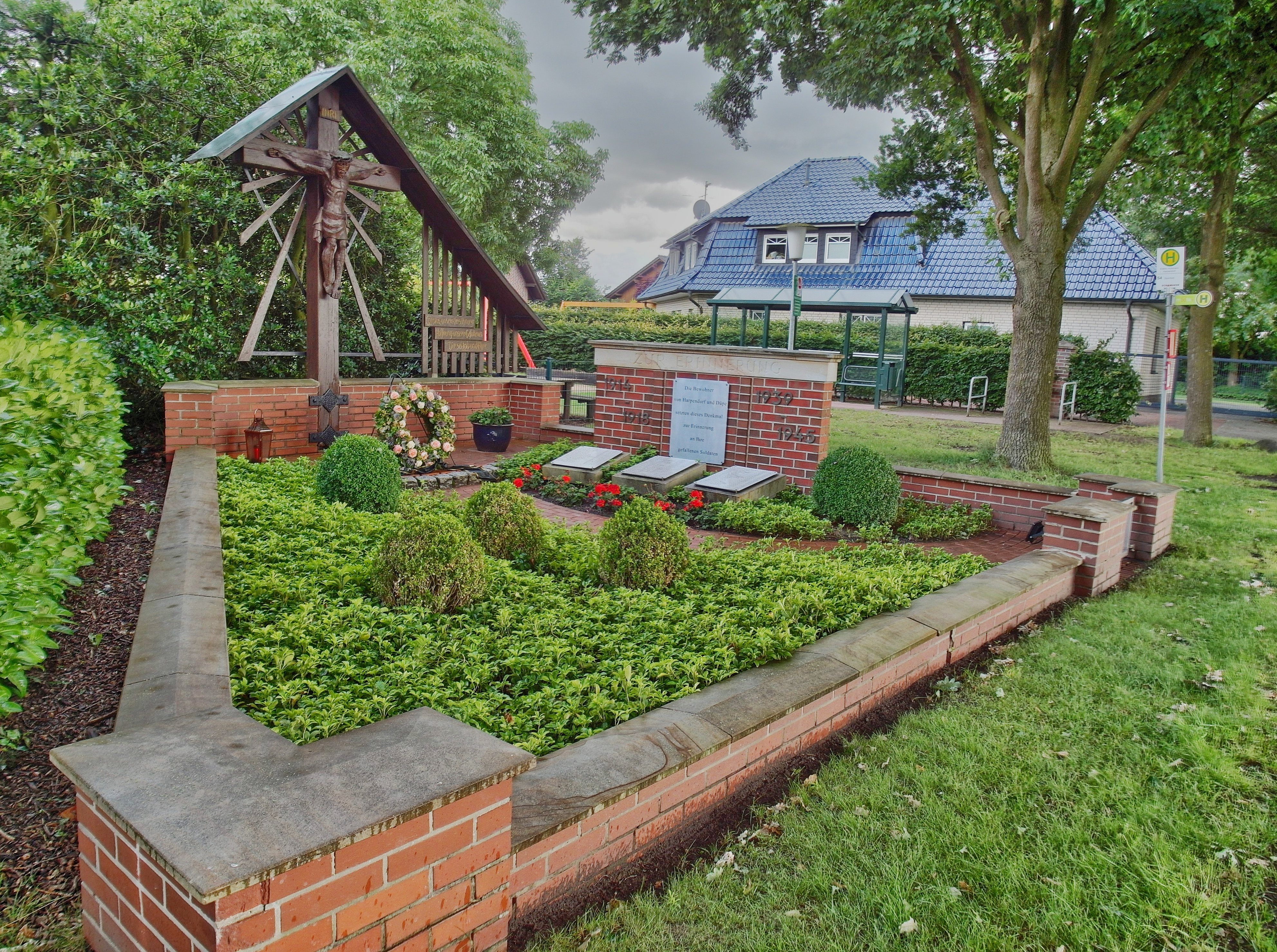
Ehrenmal Düpe-Harpendorf
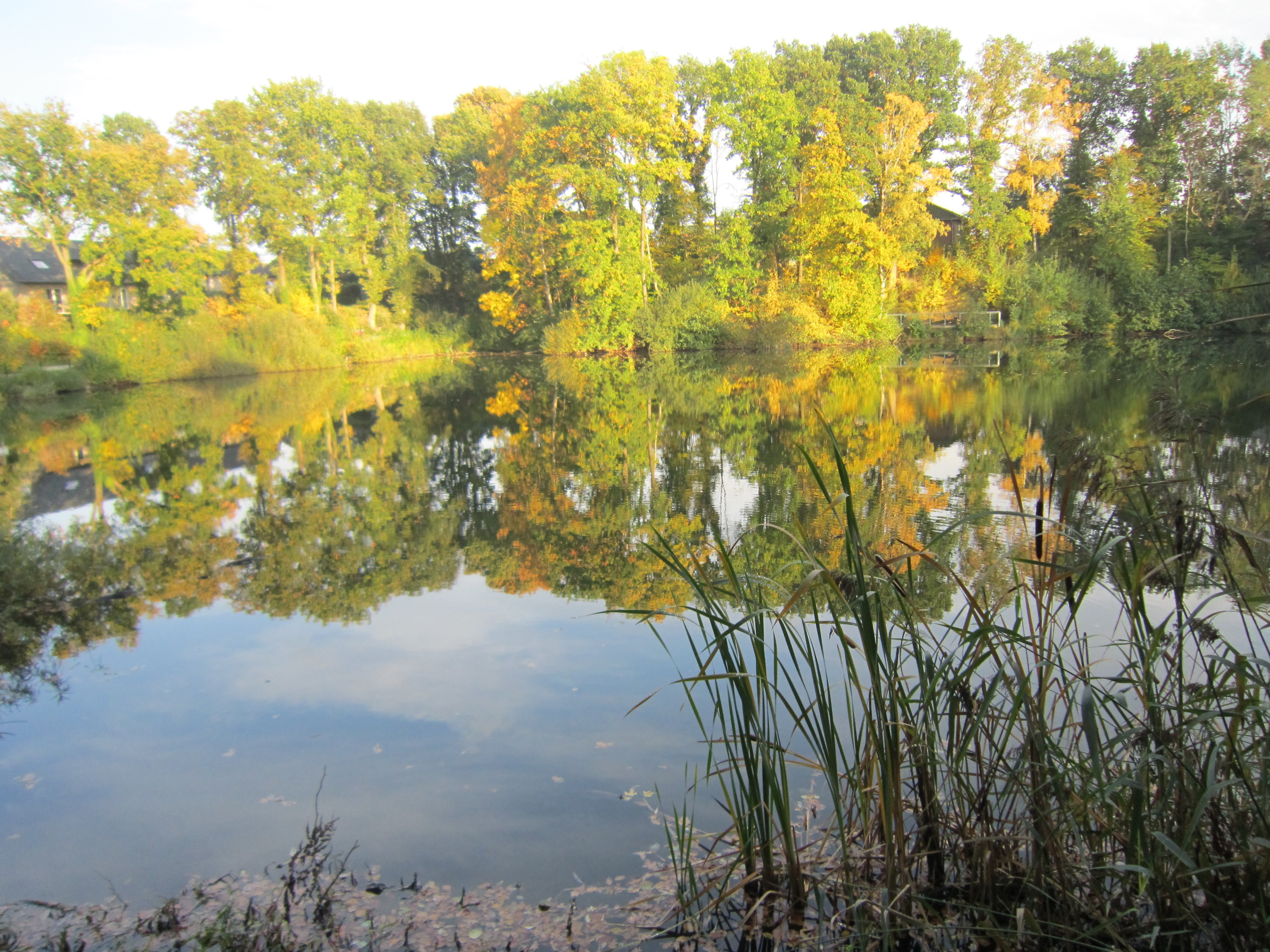
Ziegeleiteich
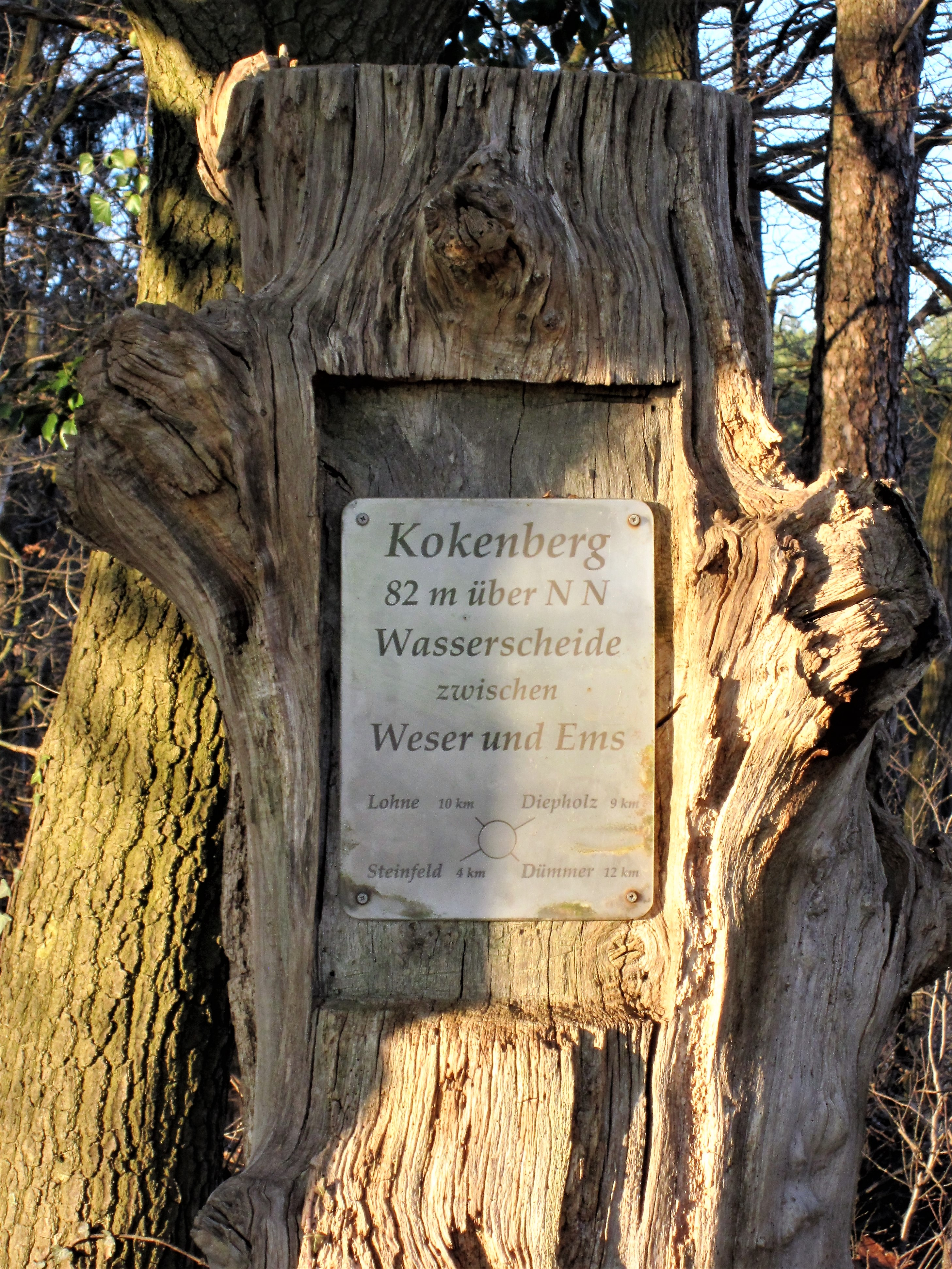
Wasserscheide zwischen Weser und Ems. Hinweisschild am Rastplatz Kokenberg in Haskamp
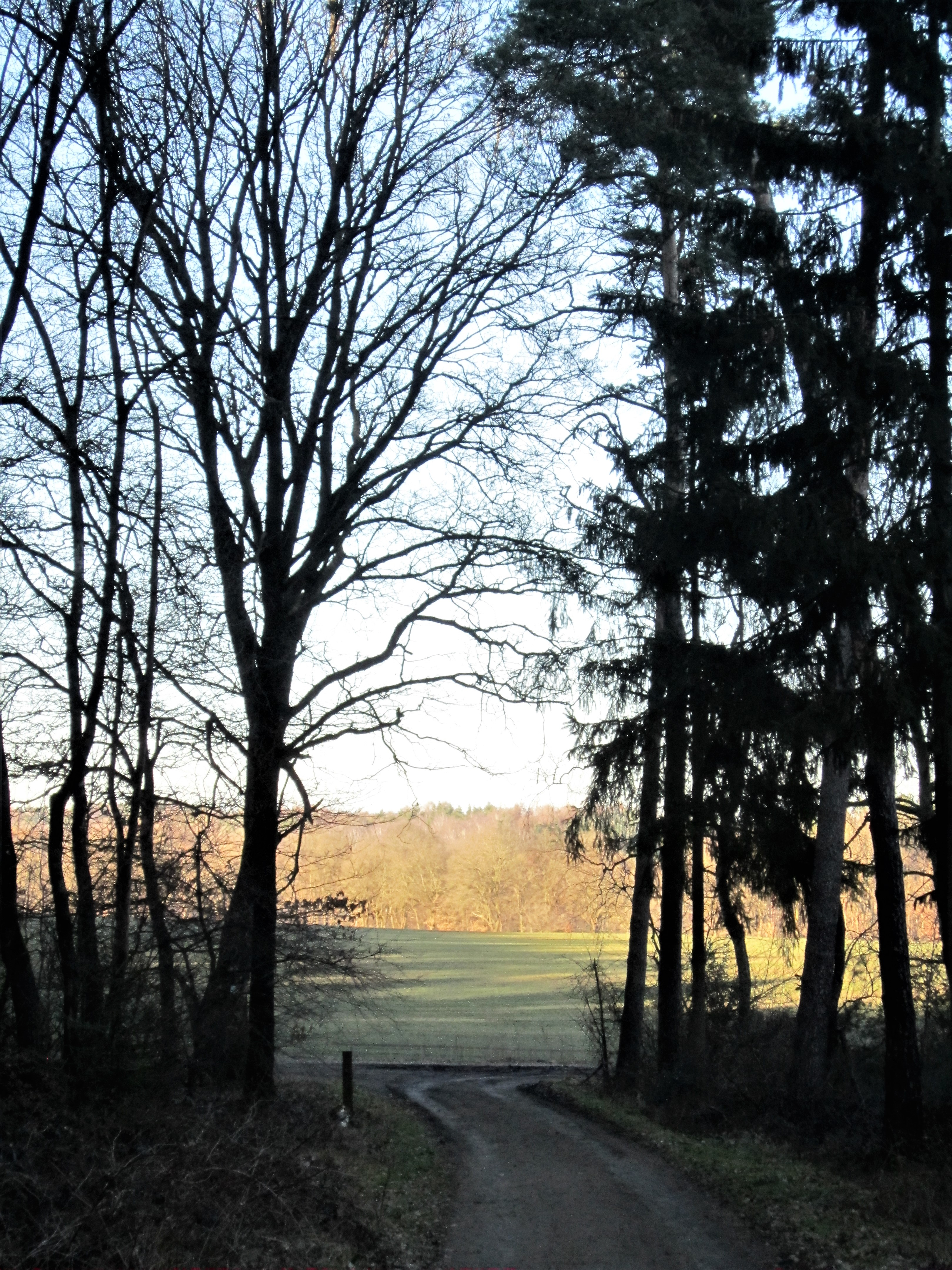
Blick vom Pickerweg in den Dammer Bergen in den hügeligen Süden Steinfelds

### Museen

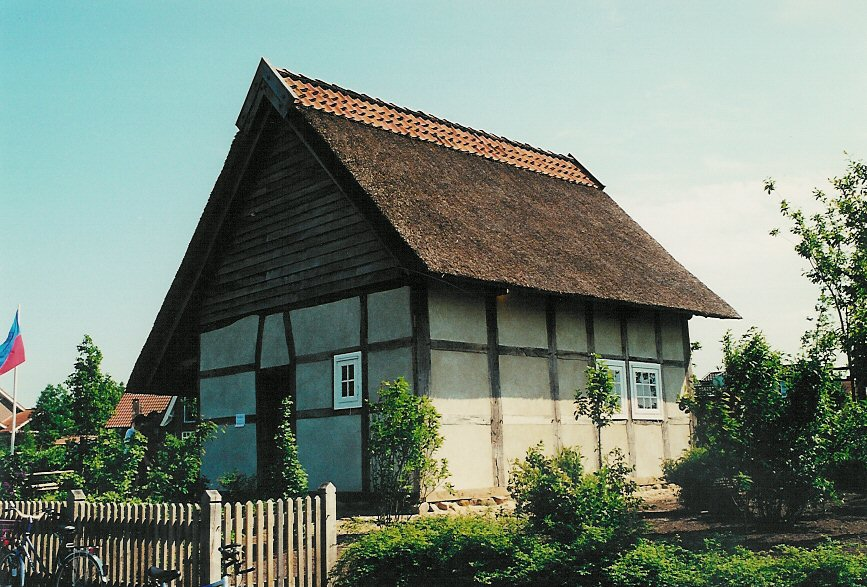
Die ehemalige Seefahrtschule im Steinfelder Ortsteil Mühlen
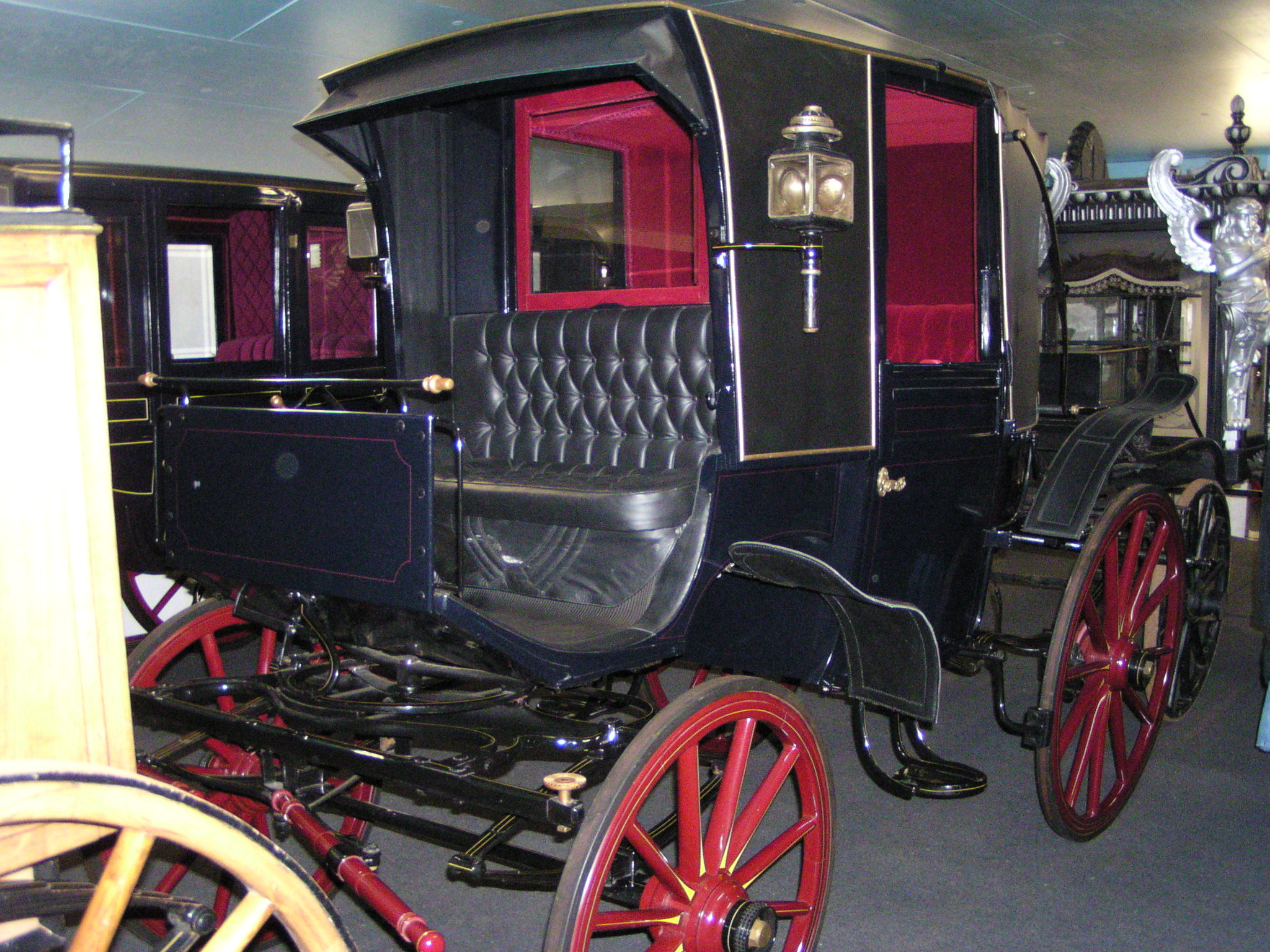
Eine von vielen Kutschen im Steinfelder Kutschenmuseum
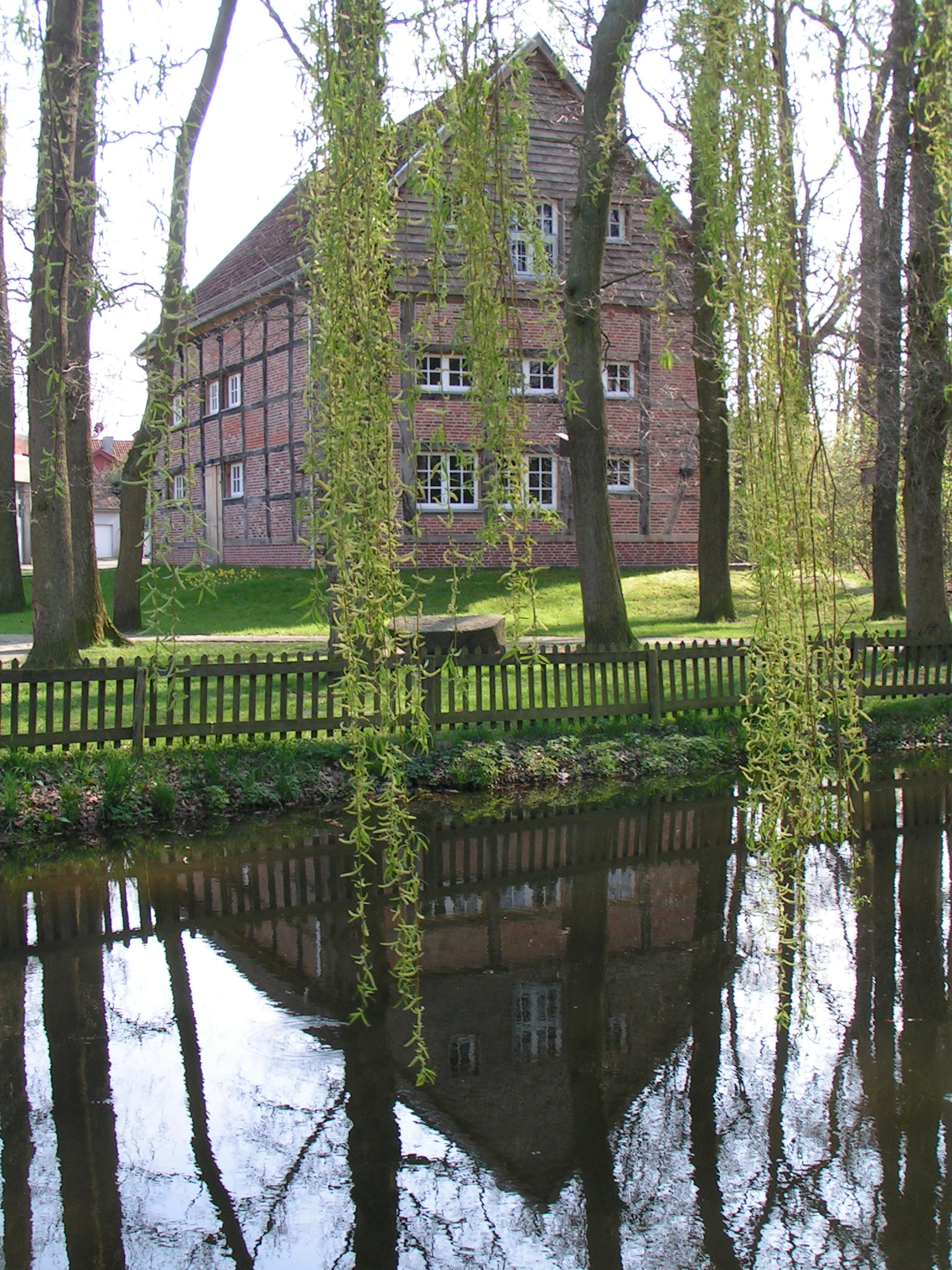
Die historische „Lohgerberei“, in der sich das Heimatarchiv befindet

### Parks

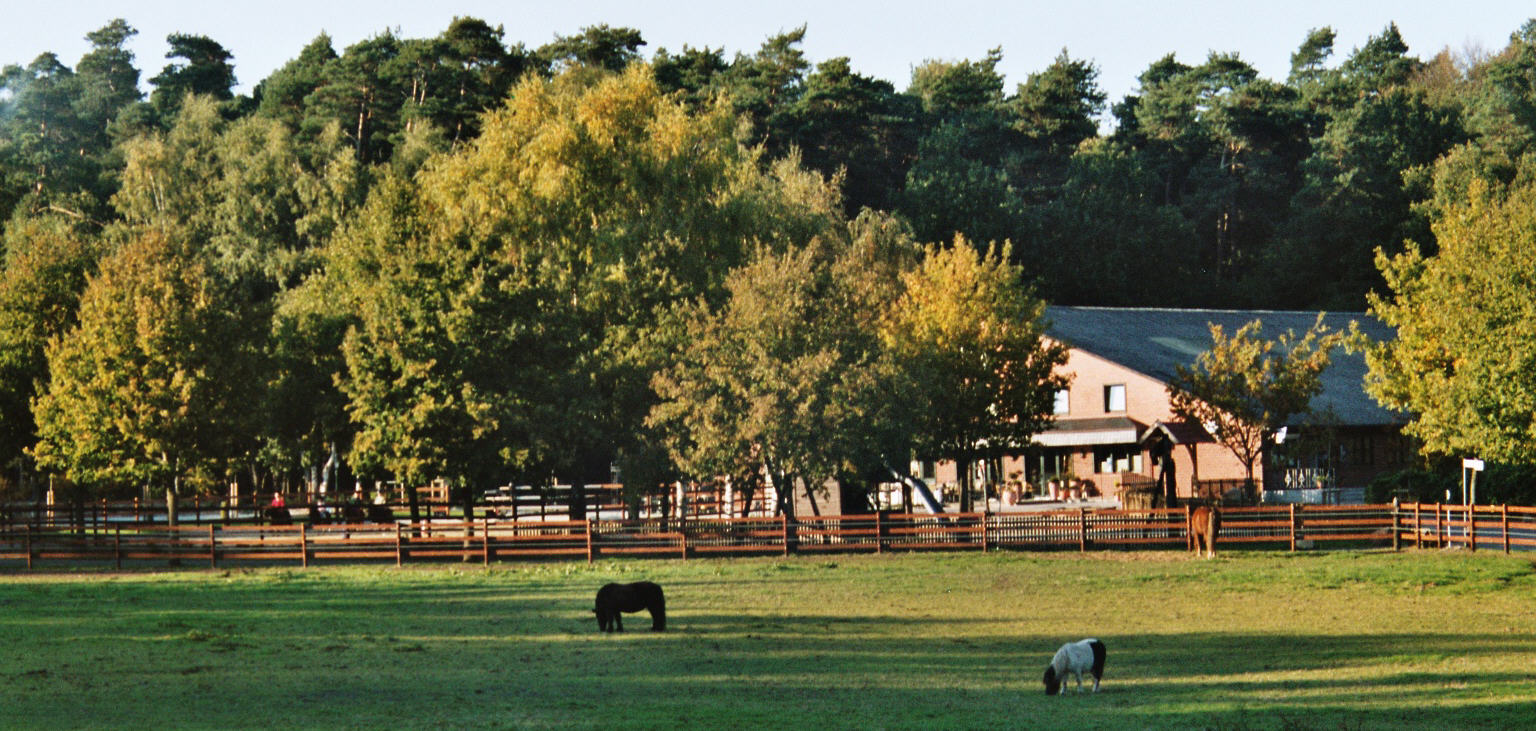
Erholungszentrum Schemder Bergmark

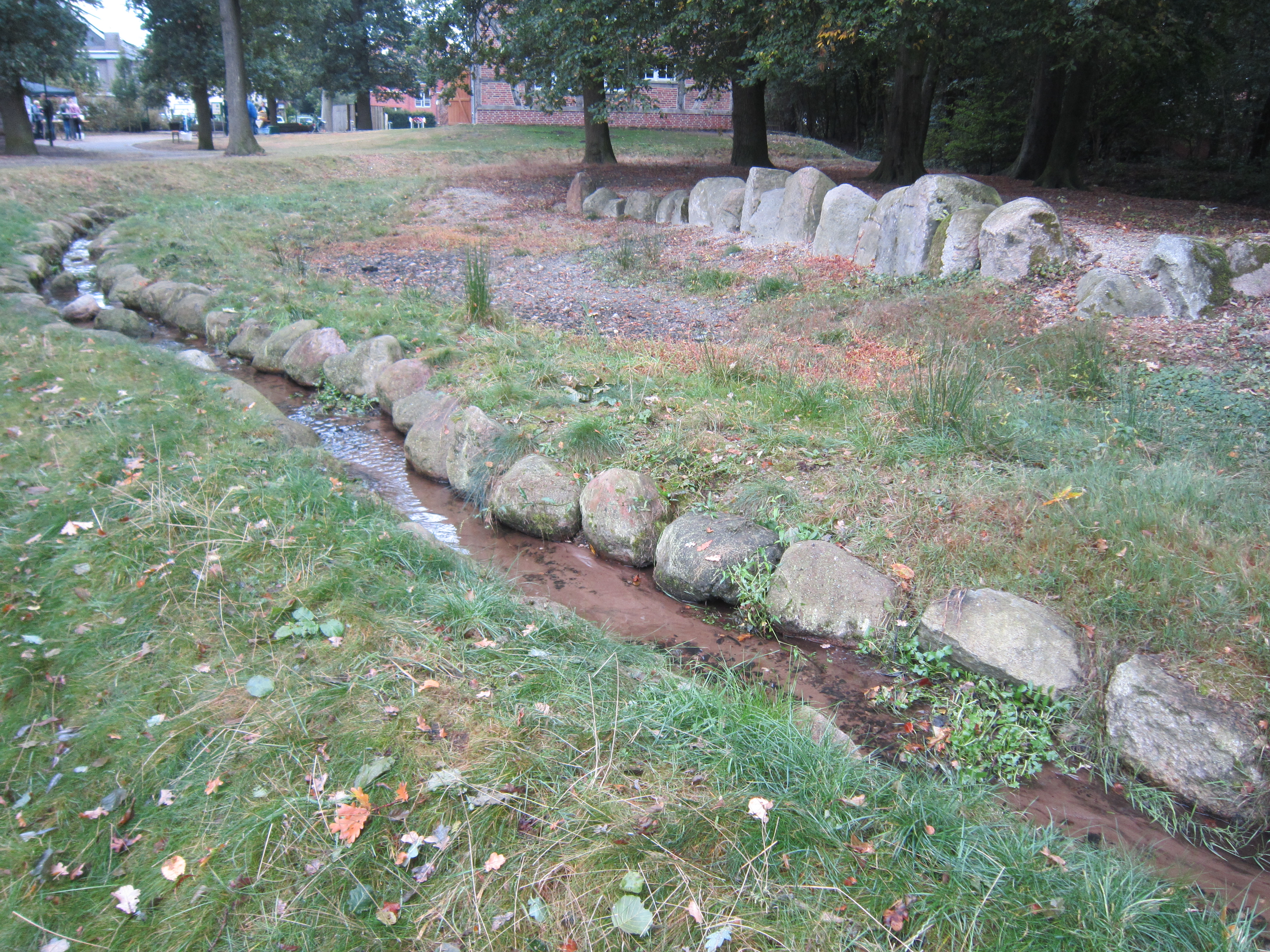
Renaturierter Steinfelder Bach unterhalb der Lohgerberei

Im Süden des Gemeindegebietes erstrecken sich die Dammer Berge. Diese von der Natur reich gesegnete Landschaft gehört zu den schönsten im Oldenburger Münsterland. In dem waldreichen Gebiet mit kilometerlangen Wanderwegen findet man Ruhe und Erholung. Weitere Freizeitmöglichkeiten bietet das Erholungszentrum Schemder Bergmark.

### Brauerei
Steinfeld besaß von Ende 2007 bis Ende 2012 seine eigene Brauerei, in der das Bier „Lüken Topp“ gebraut wurde.

### Regelmäßige Veranstaltungen
Zu Silvester findet jedes Jahr der Silvesterlauf in Mühlen statt.
Am ersten Wochenende im Juli findet das dreitägige Steinfelder Schützenfest statt, dessen Höhepunkt die Proklamation des neuen Königs am Montagabend gegen 19 Uhr ist. Etwa 1000 Schützen beteiligen sich an den Umzügen.

### Bauwerke

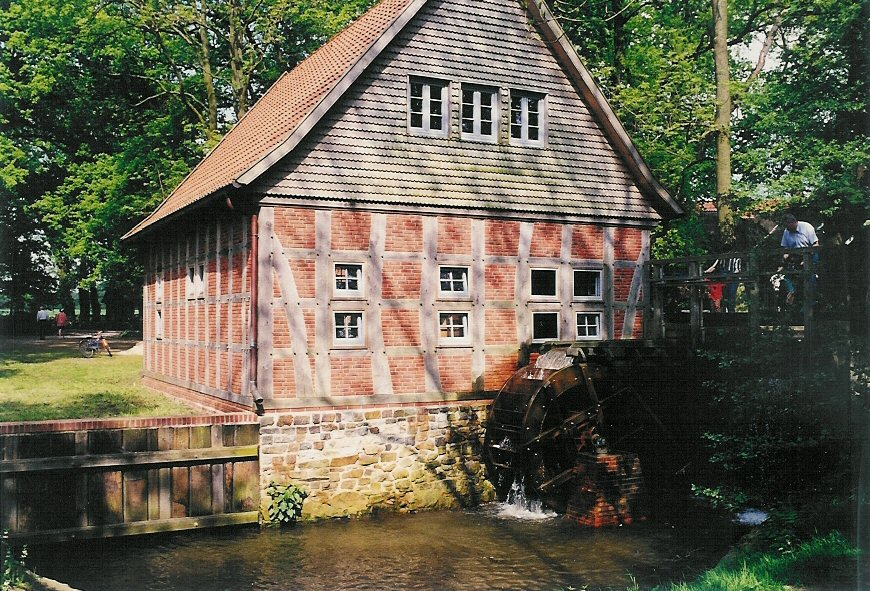
Wassermühle „Meyers Mühle“ in Mühlen

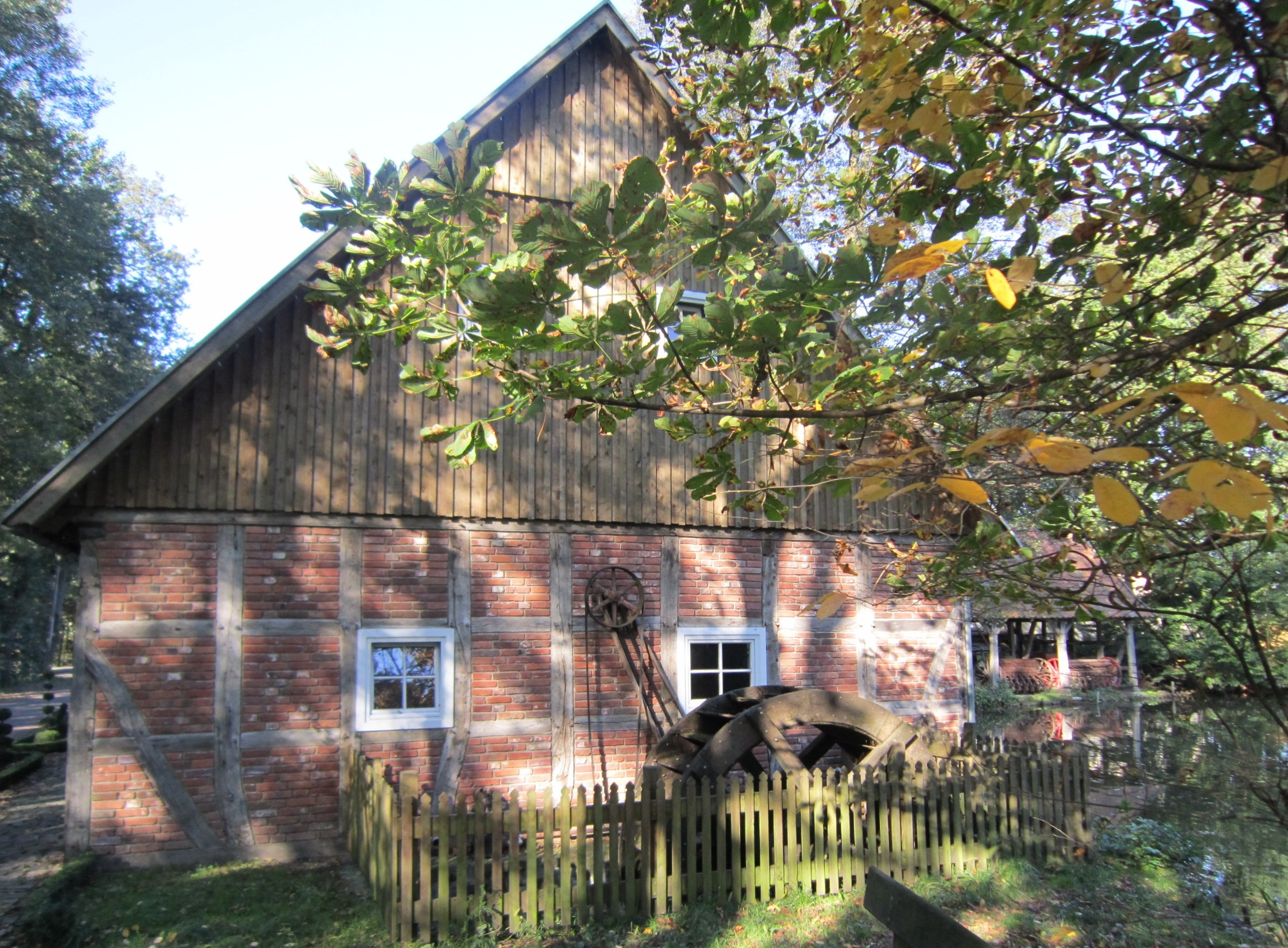
Wassermühle „Pöhlkings Mühle“ in Düpe

- 134 Meter hoher Fernmeldeturm der Deutschen Telekom AG bei 52°33'30"N 8°12'38"E
- Militärischer Fernmeldeturm auf dem Signalberg bei 52°33'10"N 8°12'56"E
- Katholische Pfarrkirche St. Johannes Baptist, 1897–1899 (Architekt: Wilhelm Rincklake, Münster; Bauausführung: August Rincklake, Münster; Farbglasfenster-Zyklus aus der Glasmalereiwerkstatt Dr. Heinrich Oidtmann, Linnich).[9]
- Neuromanische katholische Kirche St. Bonaventura in Mühlen
- Evangelische Pfarrkirche Auferstehungskirche
- Wassermühle Pöhlking[10]
- Wassermühle Schemde[11]
- Wassermühle Meyer in Mühlen[12]

### Tourismus-Routen
Durch das Gebiet von Steinfeld verlaufen die Ferienstraßen „Boxenstopp-Route“ und „Niedersächsische Mühlenstraße“. Durch Steinfeld verläuft ebenfalls der Pickerweg, der zum Netz der Jakobswege gehört. Dadurch ist der Pickerweg Teil der ältesten europäischen Kulturstraße.

### Schützenvereine
Neben anderen Kulturvereinen gibt es in Steinfeld drei Schützenvereine (Schützenverein Steinfeld von 1845 e. V., Schützenverein Mühlen von 1919 e. V. und der Schützenverein Harpendorf-Düpe von 1965 e. V.). Der Schützenverein Steinfeld von 1845 e. V. feiert sein jährlich stattfindendes traditionelles Schützenfest am 1. Sonntag im Juli.

## Wirtschaft und Infrastruktur

### Wirtschaft
Steinfeld liegt im südlichen Oldenburger Münsterland, welches sich in den 1990er Jahren zur Boomregion Niedersachsens entwickelt hat. Seit 1994 wuchs das Bruttoinlandsprodukt um 62 %, die Dienstleistungswertschöpfung um 63 %. Der Industrieumsatz stieg seit 1997 um 48 % auf 6,5 Milliarden Euro, der Exportumsatz um 137 %.
Die Arbeitslosenquote im Oldenburger Münsterland von gut 3,5 % (Steinfeld ca. 4 %) gehört zu einer der niedrigsten, die Eigenheimquote von über 80 % zu einer der höchsten in Deutschland. Ebenfalls ist die Dichte der Einfamilienhäuser eine der höchsten in der ganzen Bundesrepublik.
Die Gesamtfläche aller Industrie- und Gewerbeflächen in Steinfeld umfasst ca. 100 Hektar. Die Gemeinde ist ländlich geprägt, wodurch der Agrarwirtschaft besondere Aufmerksamkeit zukommt. In Steinfeld sitzen diverse Schlachtereien. Die kunststoffverarbeitende Industrie ist im gesamten Gemeindegebiet durch mittelständische und internationale Firmen vertreten.

### Medien
- Oldenburgische Volkszeitung
- Nordwest-Zeitung

- Zeitschrift des Sportvereins „Falken-Echo“

### Bildung
In der Gemeinde gibt es
- fünf Kindergärten (Kindergarten St. Nikolaus, Kindergarten St. Marien, Kindergarten St. Antonius, Kindergarten Andreaswerk, Kindergarten St. Lucia)
- St.-Antoniusschule (Grundschule)
- St.-Johannes-Schule (Grundschule)
- Don-Bosco-Schule Steinfeld (Oberschule)

### Verkehr
Steinfeld liegt in Nähe der Bundesautobahn A 1, Anschlussstelle Holdorf, und der Bundesstraße B 214. Des Weiteren verläuft die Bahnstrecke Delmenhorst–Hesepe durch Steinfeld. Die Züge der NordWestBahn fahren im Stundentakt als RB 58 von Osnabrück nach Bremen.
Steinfeld ist aufgrund der Verkehrslage und der guten Infrastruktur von einer hohen Nachfrage nach Gewerbe- und Industrieflächen geprägt. Die letzten Jahrzehnte waren von einer intensiven Arbeitsstättenentwicklung und -ansiedlung gekennzeichnet.

## Persönlichkeiten
- Andreas Bergmann (* 18. Juni 1959 in Steinfeld), Fußballtrainer; u. a. FC St. Pauli, Hannover 96 und VfL Bochum
- Rainer-Maria Halbedel geb. Ruhnke (* 15. Dezember 1948 in Steinfeld) Koch in Bad Godesberg
- Josef von der Heide (* 19. Juli 1903 in Ondrup; † 26. April 1985 in Steinfeld), Politiker (Zentrum)
- Anna-Margaretha Horatschek (* 1952 in Steinfeld), Anglistin
- Clemens-August Krapp (* 23. Juli 1938 in Steinfeld), Politiker und Unternehmer im Eisenwarenfachhandel; Mitglied des Nieders. Landtages von 1974 bis 1994 (CDU); Landrat des Landkreises Vechta von 1972 bis 2001
- Otto Krapp (* 19. Mai 1903 in Steinfeld; † 9. Oktober 1996), Politiker, Rechtsanwalt und Notar, Generalstaatsanwalt, Mitglied des Nieders. Landtages der 1. und 2. Wahlperiode bis 8. Dezember 1953 (Zentrum), 7. Juni 1950 bis 12. Oktober 1950: Niedersächsischer Minister für Sonderaufgaben, 21. August 1950 bis 1. Dezember 1953: Niedersächsischer Justizminister
- Jürgen Krogmann (* 14. November 1963 in Steinfeld), Journalist, Politiker (SPD), Mitglied des Niedersächsischen Landtages der 16. Wahlperiode, Oberbürgermeister der Stadt Oldenburg (Oldb) seit 2014
- Helga Lange (* 23. Dezember 1949 in Steinfeld), Politikerin (Bündnis 90/Die Grünen)
- Carl Heinrich Nieberding (* 1. Oktober 1779 in Steinfeld; † 11. April 1851 in Lohne (Oldenburg)), Politiker und Historiker
- Mareike Nieberding (* 1987 in Steinfeld), Journalistin
- Werner Oenbrink (* 1960 in Steinfeld), Archäologe
- Engelbert Rehling (* 29. Juni 1906 in Düpe; † 25. November 1976 in Aachen), katholischer Ordensgeistlicher (OMI), der wegen seiner kritischen Haltung zum NS-Regime 1941 im KZ Dachau inhaftiert wurde
- Michael Ruhnke (* 19. Mai 1958 in Steinfeld), Autor und Journalist
- Alwin Schockemöhle (* 29. Mai 1937 in Meppen), ehemaliger Springreiter; Olympiasieger 1960 in Rom und Olympiasieger 1976 in Montreal
- Paul Schockemöhle (* 22. März 1945 in Steinfeld), ehemaliger Springreiter (dreimaliger Europameister) und Unternehmer.
- Werner Schockemöhle (* 2. November 1939; † 1. Februar 2000), Unternehmer, Pferdezüchter, Rechtsanwalt und Notar
- Theo Schönhöft (* 9. Mai 1932; † 26. Juli 1976), Fußballspieler
- Anton Themann (* 18. September 1886; † 4. April 1965 in Refrath), Politiker (CDU)